# CSI: 3 Dimensions of Murder
CSI: 3 Dimensions of Murder en un videojuego basado en la serie de televisión de la CBS CSI: Crime Scene Investigation. A diferencia de las anteriores entregas de CSI, este juego fue desarrollado por Telltale Games, en lugar de 369 Interactive. Fue publicado por Ubisoft, y fue lanzado para PC en marzo de 2006.
El juego utiliza un nuevo motor 3D, que cambia la jugabilidad y el aspecto gráfico del mismo, en comparación con los juegos de CSI desarrollados por 369 Interactive.
Este juego, al igual que los anteriores juegos de CSI, CSI: Crime Scene Investigation, CSI: Miami (videojuego) y CSI: Dark Motives, sigue un patrón definido de cinco casos, con el quinto caso atando los cuatro anteriores.
Una versión del juego para PlayStation 2 fue lanzado el 25 de septiembre de 2007 en los Estados Unidos. Fue realizada por los estudios de Ubisoft en Sofía, Bulgaria. La versión de PS2 no es la misma que la de PC. El jugador tiene la libre circulación y control de la vista, que se requiero por parte de Sony América. Este cambio le creó dificultades extraordinarias al desarrollador.

## Los casos (versión de PS2)

### Caso 1: Pictures at an Execution
Una adinerada mujer es golpeada hasta la muerte en una galería de artes el día antes de su boda. ¿El arma homicida? Una costosa estatua de un halcón. Trabajas con Warrick Brown en el caso. La evidencia apuntó a su novio, el propietario de la galería del arte y un solitario artista.

### Caso 2: First Person Shooter
Trabajas con Nick Stokes para descubrir la verdad detrás de lo que ocurrió en una exposición de videojuegos. El CEO de una compañía de videojuegos de alto perfil es asesinado a tiros en el mayor espectáculo de juegos comerciales del años. ¿La vida imita al arte? ¿o sólo es algo más siniestro?
Este caso es una parodia de la cancelación, y posteriormente la reacción de los fanes acerca del juego Sam & Max Freelance Police, un juego cancelado donde muchos empleados de Telltale habían trabajado en él.
El demo de CSI: 3 Dimensions of Murder muestra una parte de este caso.

### Caso 3: Daddy's Girl
La heredera de un prestiogioso casino ha sido víctima de un ataque en su apartamento. La escena del crimen está llena de manchas de sangre, fibras y huellas dactilares, aunque lo único que falta es el cuerpo. En este caso, el jugador trabaja con Sara Sidle.

### Caso 4: Rough Cut
El hijo de una destacada política es encontrado muerto en una zona remota del desierto de Nevada. ¿Es una víctima del veneno, la política o la promiscuidad? Se trabaja con Greg Sanders en este caso.

### Caso 5: The Big White Lie
Un investigador privado ha sido asesinado a tiros en un callejón, el cuerpo es encontrado por un propio CSI, el Dr. Al Robbins. Investigando sus últimos pasos, se revelan una red de engaños, mentiras y corrupción. ¿Quién o quienes apretaron el gatillo? Trabajarás con el jefe del departamento, Gil Grissom. Este caso enlaza al primero y al tercero.

### Caso 6: Rich Mom, Poor Mom
Una camarera de un casino es encontrada apuñalada en su casa, y es llevada al hospital donde sobrevive. Se ha comprobado en la investigación que está embarazada, aunque posteriormente pierde a su hijo, que tuvo con un prominente hombre de Texas, que misteriosamente estaba en la ciudad aquella semana, con su joven esposa. ¿Apuñaló el tipo a su exesposa? ¿su nueva esposa lo hizo? ¿o el novio de la víctima tuvo algo que ver? Trabajas con Catherine Willows.